# Ilovlja (Oblast' di Volgograd)
Ilovlja (in lingua russa Иловля) è un rabočij posëlok dell'oblast' di Volgograd, in Russia. È il centro amministrativo del rajon Ilovlinskij.
Si trova sul fiume Ilovlja (affluente dinistro del Don), 83 chilometri a nord-ovest di Volgograd.